# Надгробие Льва Сапеги

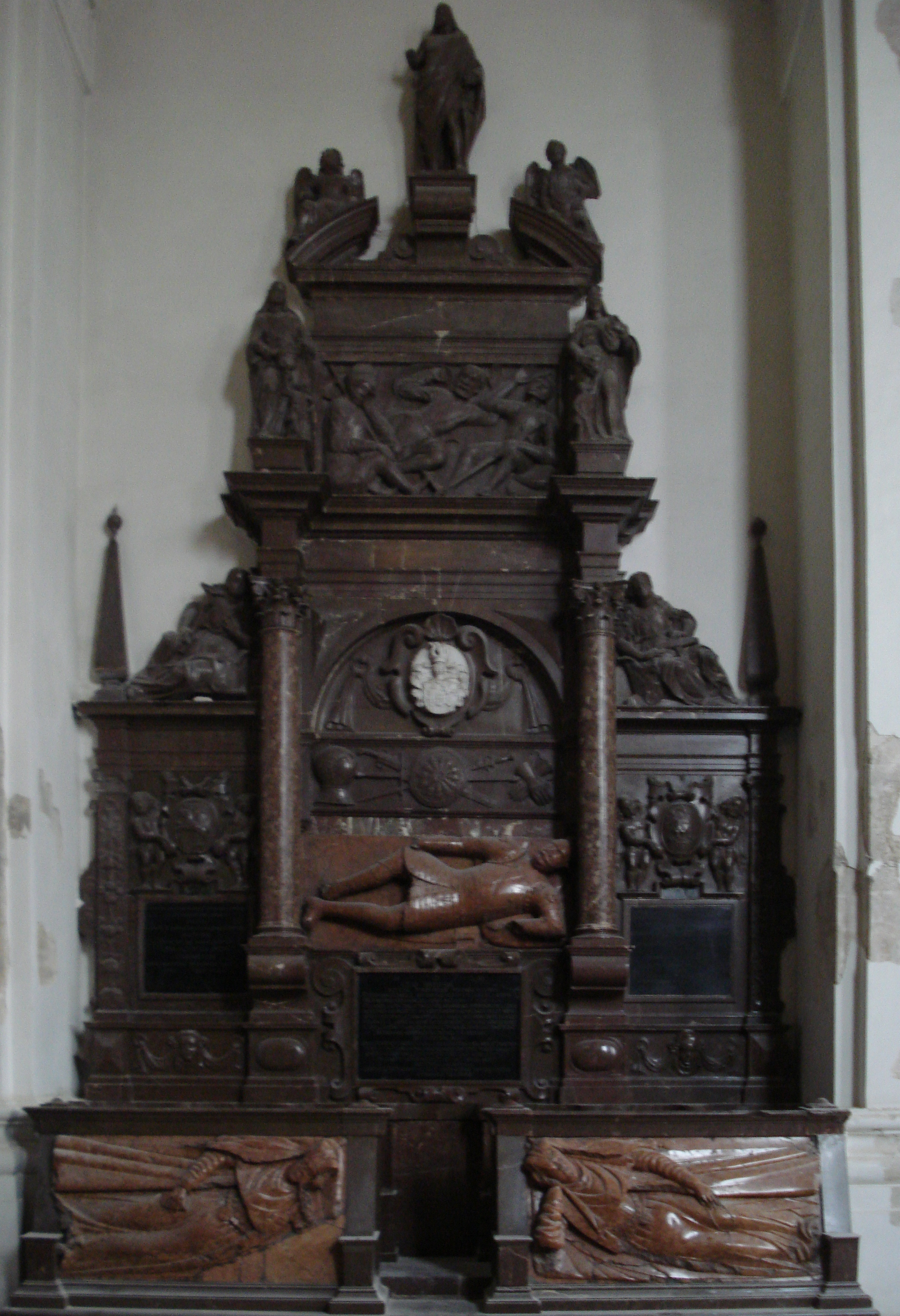
Надгробие Льва Сапеги. Общий вид.

Надгробие Льва Сапеги — надгробие канцлера и гетмана великого литовского Льва Сапеги и двух его жён, находящееся в виленском костёле Св. Михаила. Надгробие Льва Сапеги является одним из наиболее ценных памятников скульптуры эпохи раннего барокко на территории бывшего Великого княжества Литовского.
Надгробие было создано в несколько этапов: сначала отдельно были выполнены две надгробные плиты для жён Сапеги, Елизаветы, урожденной Радзивилл (ум. 1591), и Доротеи, урожденной Фирлей (ум. 1611), каждая в соответствующий год, а затем надгробная плита самого Сапеги (1633). В дальнейшем все три самостоятельных надгробия были включены в состав внушительного монумента, созданного скульптором из Северной Италии Себастьяном Салой в 1640-х годах.

## Внешний вид

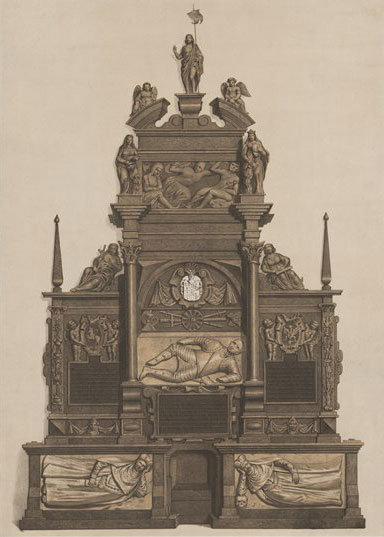
Изображение надгробия. XIX век.

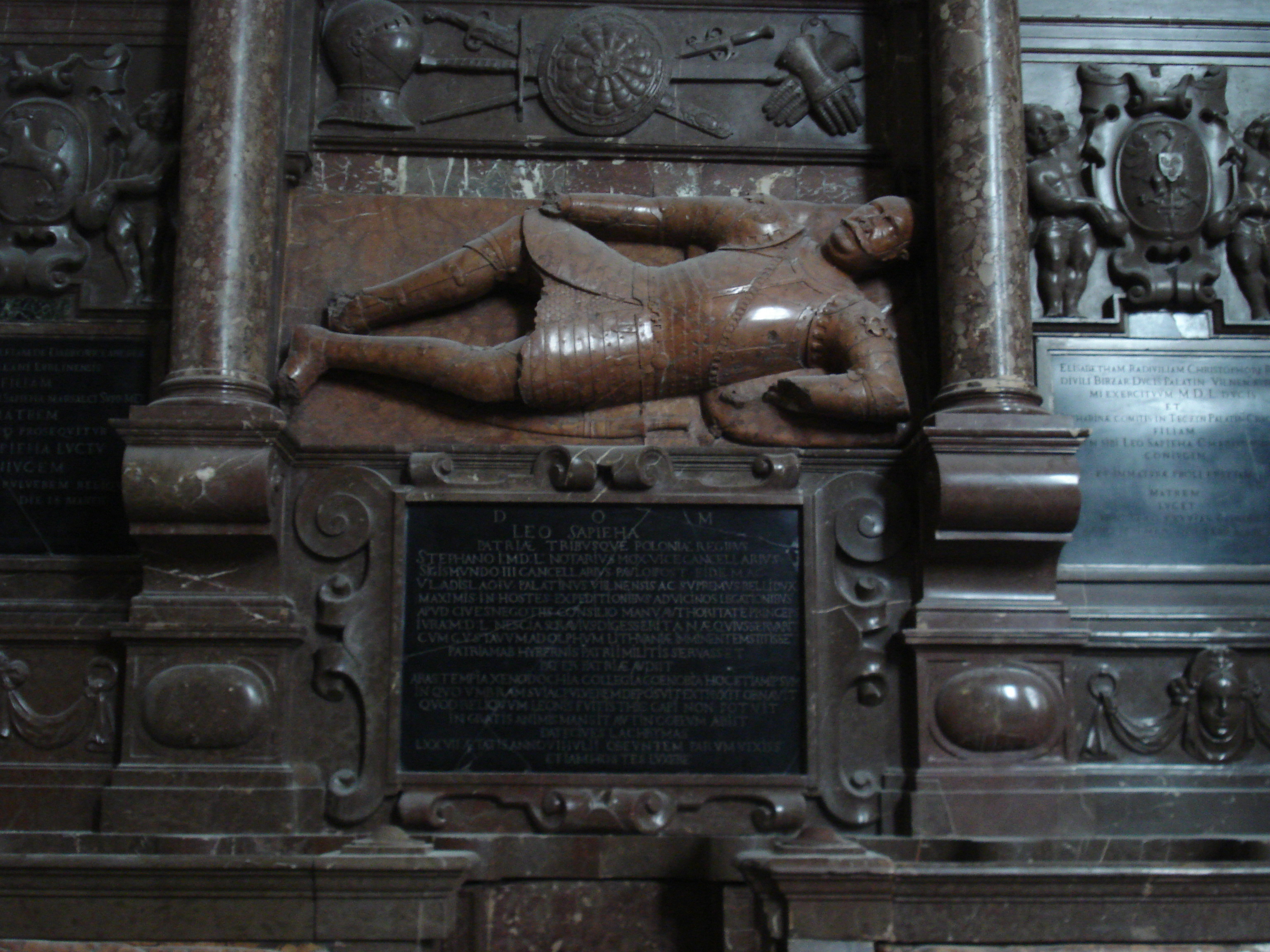
Рельефное изображение Льва Сапеги.

Высота получившегося памятника составляет около 10 м. Его сложная барочная композиция объединяет три плиты с высокими рельефными изображениями самого Сапеги и его жён, три черные мраморные доски с сопроводительными текстами, гербы в сопровождении щитоносцев и многочисленные дополнительные скульптуры, изображающие воскресшего Христа, ангелов, Праведную Елизавету и Святую Доротею — покровительниц жён Сапеги.
Всего декор надгробия состоит из трёх первоначальных надгробных плит с рельефами, трёх гербов, трёх плит с текстами, одного дополнительного центрального рельефа и семи скульптур.
В композиции чувствуется барочная экспрессия, которая проявляется в богатстве цветовых оттенков, сложности и напряженности силуэта надгробия.